# Avrilly (Orne)
Avrilly ist eine französische Gemeinde mit 94 Einwohnern (Stand: 1. Januar 2022) im Département Orne in der Region Normandie. Sie gehört zum Arrondissement Argentan und ist Teil des Kantons Domfront en Poiraie. 

## Geographie
Avrilly liegt etwa 58 Kilometer westnordwestlich von Alençon. Die Gemeinde gehört zum Regionalen Naturpark Normandie-Maine. Umgeben wird Saint-Bômer-les-Forges von den Nachbargemeinden Domfront en Poiraie im Norden, Juvigny Val d’Andaine im Osten, Ceaucé im Süden und Südwesten sowie Saint-Brice im Nordwesten.

## Bevölkerungsentwicklung
| Jahr                      | 1962 | 1968 | 1975 | 1982 | 1990 | 1999 | 2006 | 2013 |
| Einwohner                 | 217  | 185  | 166  | 173  | 160  | 136  | 123  | 140  |
| Quelle: Cassini und INSEE |      |      |      |      |      |      |      |      |

## Sehenswürdigkeiten

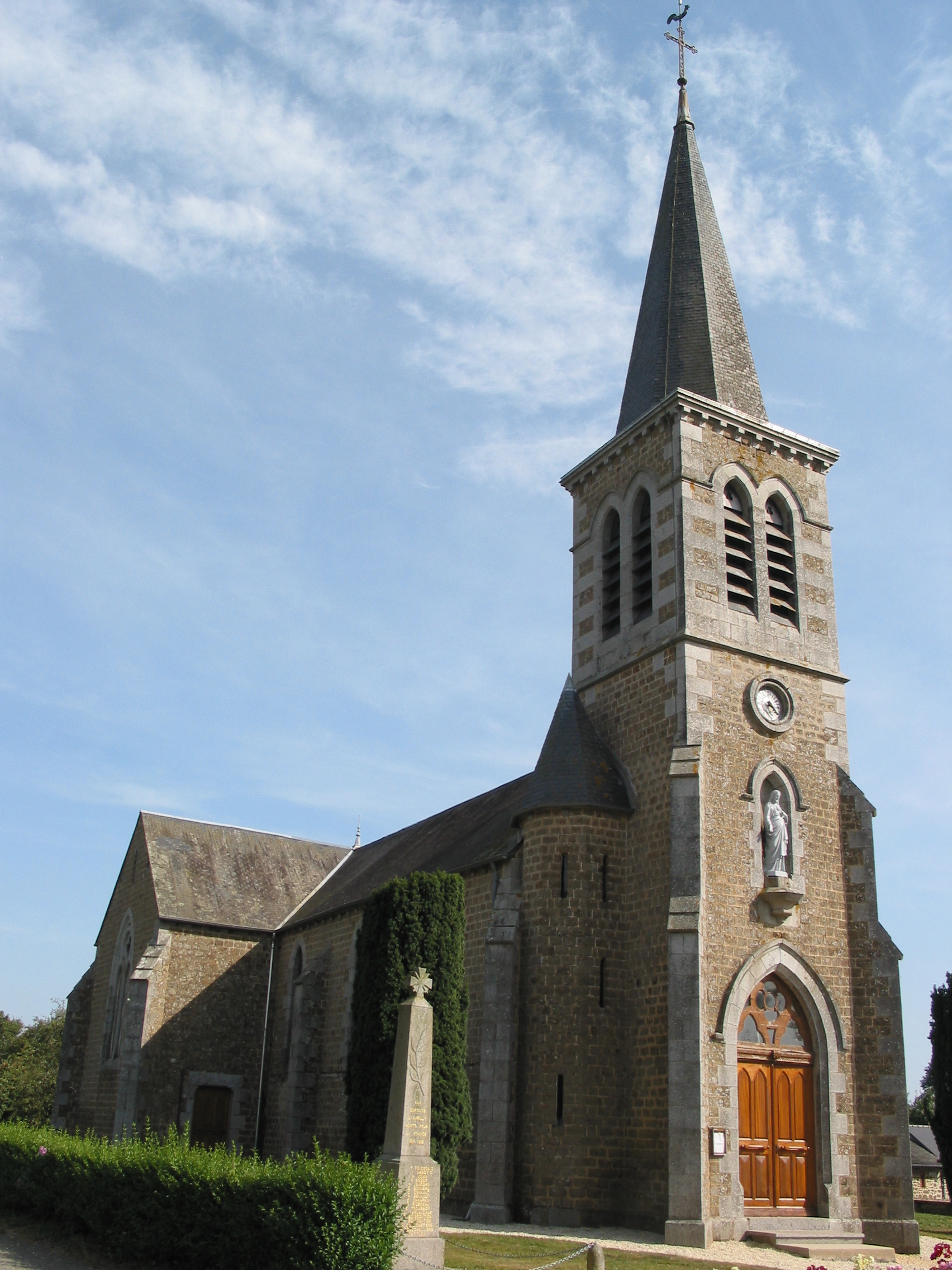
Kirche Saint-Martin
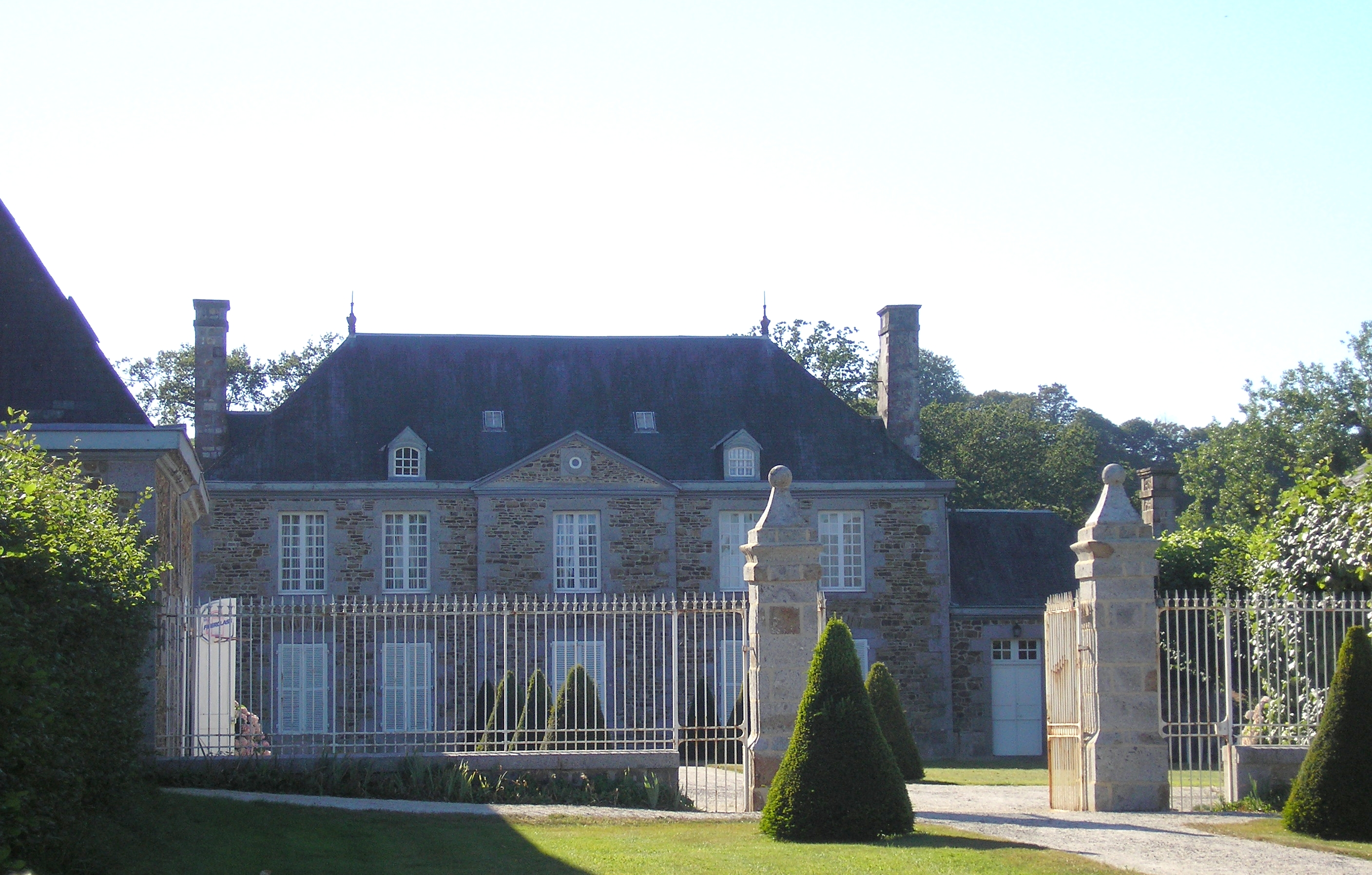
Herrenhaus La Fosse

- Kirche Saint-Martin
- Herrenhaus La Fosse